# هونگ سو آه
هونگ سو آه (کره‌ای: 홍수아؛ زادهٔ هونگ گون یونگ در ۳۰ ژوئن ۱۹۸۶) بازیگر اهل کره جنوبی است. او به خاطر ایفای نقش در سیتکام اوایل دههٔ ۲۰۰۰ به نام بی‌وقفه ۵ شناخته می‌شود.
هونگ سو آه در فیلم‌ها و مجموعه‌های تلویزیونی و ورایتی شوها حضور پیدا کرده‌است. او برای ایفای چند نقش در کارهای چینی، کره را ترک کرد و پس از آن در سال ۲۰۱۶ با فیلم Malice به کره جنوبی برگشت.

## فیلم‌شناسی

### مجموعه تلویزیونی
| سال       | عنوان                               | نقش          | شبکه       |
| --------- | ----------------------------------- | ------------ | ---------- |
| ۲۰۰۴      | بی‌وقفه ۵                            | هونگ سو آه   | ام‌بی‌سی     |
| ۲۰۰۵      | 작업의 고수                         | سو آه        | ام‌بی‌سی     |
| ۲۰۰۶      | ام‌بی‌سی بست تئاتر «나의 문제적 그녀» | سو جین       | ام‌بی‌سی     |
| ۲۰۰۶      | صد و یکمین پیشنهاد                  | هام گون جونگ | اس‌بی‌اس     |
| ۲۰۰۷      | بهشت و زمین                         | یون اون ها   | کی‌بی‌اس۱    |
| ۲۰۰۸      | تو باارزش منی                       | بک جه را     | کی‌بی‌اس۲    |
| ۲۰۰۹      | چو گون بانگ                         |              | اس‌بی‌اس فان |
| ۲۰۱۱      | به او اعتماد کردم                   | ها جونگ مین  | ام‌بی‌سی     |
| ۲۰۱۲      | درام ویژه «رنگ‌های واقعی گانگ و چول» | می کانگ      | کی‌بی‌اس۲    |
| ۲۰۱۲      | رؤیای فرمانروای بزرگ                | یون هوا      | کی‌بی‌اس۱    |
| ۲۰۱۵      | وارث میلیارد دلاری                  | لو هوان ره   |            |
| ۲۰۱۵      | دو خانواده از ون‌ژو                  | چوی هیو جین  | سی‌سی‌تی‌وی   |
| ۲۰۱۵–۲۰۱۶ | میان تو و من                        | شین هه را    | اس‌کی تلکام |
| ۲۰۱۸      | عشق تا آخر                          | کانگ سه نا   | کی‌بی‌اس۲    |
| ۲۰۲۰      | ققنوس ۲۰۲۰                          | لی جی اون    | اس‌بی‌اس     |